# Městská knihovna Ostrov
Městská knihovna Ostrov je veřejná knihovna ve městě Ostrov, které je i jejím zřizovatelem. Samostatnou organizační složkou je Kronika města Ostrov. Knihovní fond tvoří tyto sbírky: knihy, brožury, periodika, mapy, sbírky zákonů, audiovizuální dokumenty (CD, LP, MC, zvukové knihy), informační databáze. Jejím posláním je získávat, zpracovávat, uchovávat a poskytovat informace, literaturu a další druhy dokumentů. Poskytuje služby široké veřejnosti v přiměřeném rozsahu. Zvláštní důraz je kladen na služby pro děti, mládež a studenty, včetně role sociální (služby seniorům, sociálně slabým a handicapovaným). Knihovna sídlí v historické budově Paláce princů která dříve sloužila SPŠ Ostrov.

## Historie

### 1928 – 1945
Městská lidová knihovna byla jedním z prvních kulturních zařízení v Ostrově fungujících po 2. světové válce. Svou činnost zahájila již v roce 1945 navazujíc na tradici české menšinové knihovny, která vznikla v roce 1928.

### 1956 – 1963
V roce 1956 byla tato knihovna přemístěna z dosavadních prostor (ze zámku) do nového Domu kultury, kde měla k dispozici dvě místnosti. V roce 1959 zde bylo 7000 knih, knihovnu navštěvovalo 600 čtenářů a zaměstnány zde byly dvě knihovnice. O rok později čítal fond knihovny 12590 svazků. Stávající prostory nemohly vyhovět velkému nárůstu knihovního fondu, proto byla knihovna přemístěna do nové budovy, která byla adaptována z prostor užívaných obuvnickým družstvem. Dne 10. prosince 1961 zde byla slavnostně otevřena za přítomnosti spisovatele Vladimíra Neffa. Velikou zásluhu na otevření knihovny v tomto místě měla její ředitelka paní Dagmar Benešová. Po přestěhování z prostor Domu kultury a technické knihovny Jáchymovských dolů tvořilo knižní fond pouze 17 000 svazků.V roce 1963 bylo čtenářům k dispozici 28729 svazků.

### 1965 – 1967
V roce 1965 byla otevřena pobočka v nemocnici, která poskytovala služby pouze dva roky. Po zrušení půjčovny v nemocnici byly zřízeny nové pobočky, jedna v Horním Žďáru a druhá na „Starém městě“. Pobočka v Horním Žďáru byla roku 1991 zrušena.

### 1967 – 1987
V roce 1967 se stala ředitelkou paní Božena Straková. Ve stejném roce se začala v Ostrově také budovat středisková knihovna, která zahrnovala 16 místních lidových knihoven, později do ní byly začleněny ještě další 3 knihovny. V roce 1969 bylo budování střediskové knihovny ukončeno. Po ukončení zahrnovala celkem 19 knihoven (Boč, Bor, Damice, Hájek, Hluboký, Hroznětín, Jakubov, Kfely, Krásný Les, Květnová, Kyselka, Merklín, Nejda, Sadov, Stráž, Stružná, Šemnice, Velichov a Vojkovice). Od roku 1969 začala knihovna zastávat i funkci střediskové knihovny a přebrala fondy vesnických knihoven. Později se středisková knihovna rozdělila na střediskovou knihovnu město – 5 knihoven a na střediskovou knihovnu venkov-14 knihoven.Středisková knihovna venkov byla řízena karlovarskou knihovnou, stejně tak knihovna město. O několik let později se tyto dva celky opět spojily. V roce 1995 středisko spadající pod Karlovy Vary zahrnuje 10 místních lidových knihoven.

### 1987 – 2005
V roce 1987 ukončila práci ve funkci vedoucí v městské knihovně v Ostrově paní Božena Straková. Novým vedoucím se stal PhDr. Pavel Hájek. Od srpna 1988 do ledna 2001 vedla knihovnu Mgr. Jitka Banzetová, kterou ve funkci do prosince 2001 vystřídala slečna Alice Havránková. Od ledna 2002 vede knihovnu Ing.Světlana Hančová, již jako samostatnou příspěvkovou organizaci, kterou zřídilo město Ostrov od července 2001. Od ledna 2002 spadá pod městskou knihovnu v Ostrově vedení Kroniky města Ostrova. V roce 2004 převzala vedení městské knihovny Mgr. Irena Leitnerová.

### 2005 – 2006
V září 2005 dochází ke změně automatizovaného výpůjčního systému – ze systému LANius na systém Clavius (kvalitativně vyšší knihovnický systém). Mimo jiné nabízí svým uživatelům komfortnější online služby[zdroj?]. K přechodu na nový AKS přispěla především dotace poskytnutá MK ČR ve výši 118.000 Kč z grantového řízení VISK3.

### 2006 – 2008
V březnu 2006 je vybudováno v původních suterénních prostorách knihovny nové oddělení – hudební. Vzniklo díky přispění několika sponzorů, hlavně Ostrovské teplárenské, a.s. V oddělení se půjčují všechny druhy hudebních nosičů a dokumenty související s hudbou. Je zde i 5 poslechových míst. V červnu 2006 byl dokončen (již několikátý) projekt na celkovou rekonstrukci budovy knihovny. Kapacita knihovny již dlouhou dobu neodpovídá počtu návštěvníků a novým službám, které knihovna poskytuje.

### 2008 – 2009
Zastupitelé města rozhodli o budoucím přemístění knihovny do prostor Paláce princů. Jedná se o historický objekt a jeho rekonstrukce byla financována z prostředků EU. Přípravy na projektu byly zahájeny již v únoru 2008. Fyzická realizace projektu byla zahájena v únoru 2009 a její dokončení je v červnu 2012.

### 2009 – 2011
Pokračuje rekonstrukce Paláce princů na městskou knihovnu. Knihovna získala grant Ministerstva kultury ČR z dotačního titulu VISK3 ve výši 200.000 Kč na realizaci projektu „OPAC 2.0 a přechod na SQL verzi“. Další prostředky ve výši 76.280 Kč. poskytl zřizovatel (Město Ostrov).

### 2011 - 2012
Knihovna získala další grant MK ČR ve výši 48.000 Kč z kapitoly VISK8 na tvorbu a úpravu autoritních záznamů. Jsou dokončovány práce na rekonstrukci knihovny, termín předání stavby je 30. 6. 2011. Vlastní provoz pro veřejnost v nové knihovně je zahájen 1. 9. 2011.

### 2012 - 2015
Nová budova Městské knihovny vyhrála první místo v soutěži Stavby Karlovarského kraje 2012, a to hned ve dvou kategoriích - cena odborné poroty a cena veřejnosti.
Knihovna v červnu 2012 spustila nové webové stránky pro mládež.

### 2015 - 2016
Knihovna začala pracovat na nových webových stránkách, které mají sloučit všechny dosavadní weby a online služby knihovny. Veškeré počítače knihovny byly migrovány na Window 10, aby knihovna svým uživatelům nabídla nejaktuálnější operační systém, se kterým se mohou setkat.

## Oddělení knihovny

### Fond oddělení pro dospělé
- beletrie našich i světových autorů
- naučná literatura všech oborů
- cizojazyčná literatura v originálech i simultálně
- mapy, průvodci
- učebnice
- CD-ROM (jazyky, encyklopedie, …)

### Fond oddělení pro mládež
- beletrie – pohádky, romány, komiksy, humor, scifi
- encyklopedie, učebnice, příručky
- časopisy
- CD-ROM (jazyky, encyklopedie, …)

### Fond hudebního oddělení
- CD, LP, MG, MP3 – všech hudebních žánrů a mluvené slovo
- periodika, knihy
- zvukové knihy pro slabozraké a nevidomé
- notové záznamy
- DVD
- Blue Ray

### Fond čítárny a studovny
- periodika
- naučná literatura
- encyklopedie, slovníky, příručky
- sbírky zákonů
- CD ROMy
- informační databáze (poskytuje zdarma přístup do placené databáze ANL+, která poskytuje online fotokopie článků z časopisů)

### Kronika - fond oddělení
- kopie kronik města Ostrova (originály jsou uloženy ve Státním okresním archivu Karlovy Vary)
- další archiválie města a regionu
- fotografické materiály

### Výstavní sál - Oranžerie Václava Havla
Oranžerie Václava Havla neboli výstavní sál je podlouhlá vysoká místnost s prosklenou stěnou a pohledem do parku. Je vhodná pro pořádání výstav, koncertů, divadelních představení a jiných akcí. Místnost je vybavena závěsným systémem pro uchycení obrazů. Místnost je osvětlena několika pochozími světly, která míří na stěnu s obrazy a klasickými stropními svítidly. Její kapacita je 90 míst.

### Počítačová učebna
Pro výuku je k dispozici celkem 12 míst vybavených notebooky, lektor má k dispozici samostatný PC, interaktivní tabuli a dataprojektor. Uspořádání učebny je variabilní a může sloužit i jiným účelům – např. přednáškám, prezentacím atd.

## Pravidelné akce
- Noc s Andersenem (Oficiální stránky Archivováno 28. 5. 2011 na Wayback Machine.,průběh v MK Ostrov)
- koncerty
- besedy
- Setkání s autory
- Akce pro děti
  - Pasování čtenářů
  - Udělování řádů zlaté knihy
- Akce pro školy
- Školení a kurzy

## Adresa knihovny
Městská knihovna Ostrov, příspěvková organizace

Zámecký park 224

Ostrov 36301